# Arthur Henderson

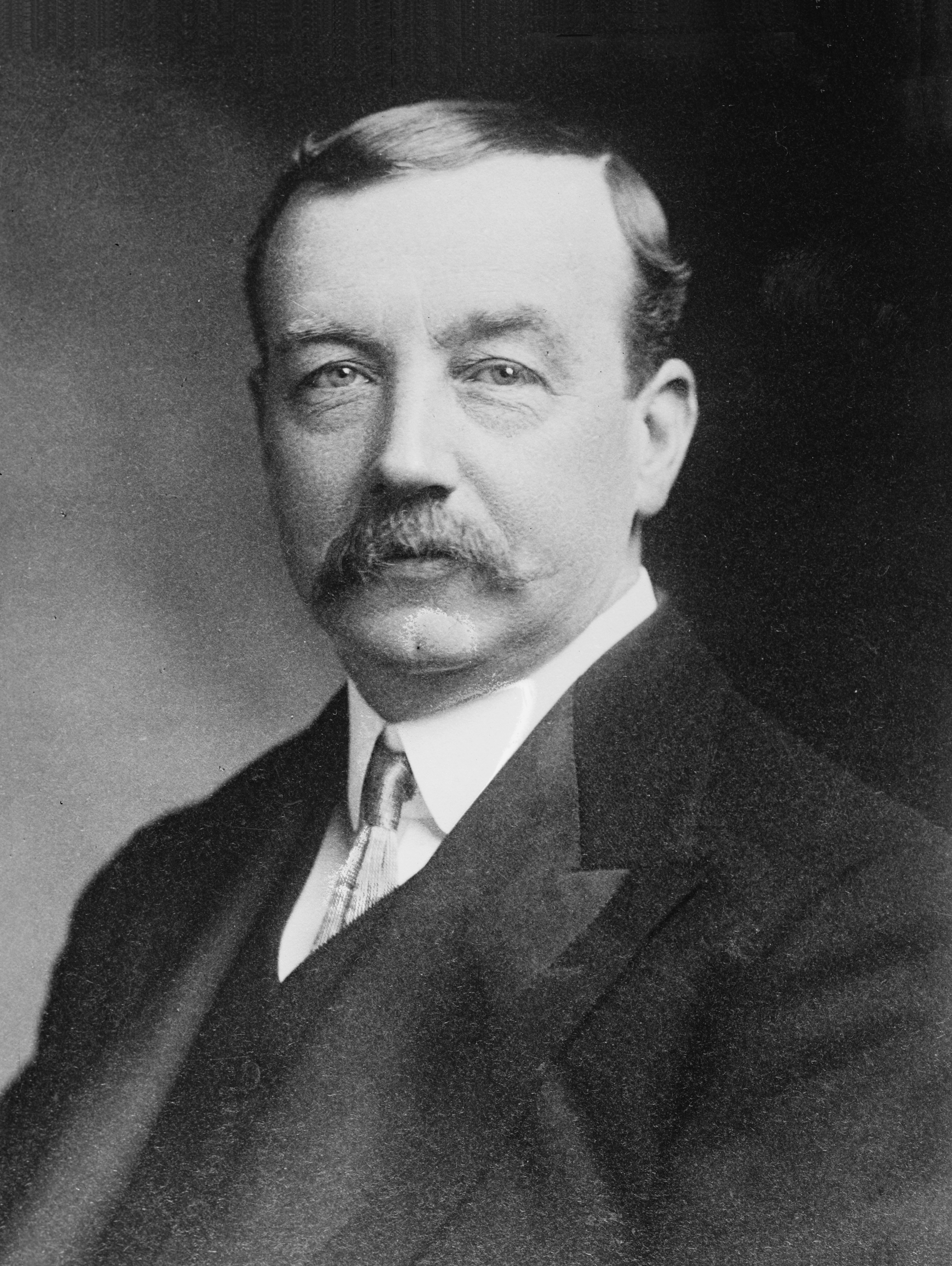
Arthur Henderson

Arthur Henderson (* 13. September 1863 in Glasgow; † 20. Oktober 1935 in London) war ein britischer Politiker. Er wurde 1934 mit dem Friedensnobelpreis für seine Arbeit als Vorsitzender der Genfer Abrüstungskonferenz ausgezeichnet.

## Leben und Werk
Arthur Henderson war der Sohn eines Baumwollspinners und kam 1863 in Glasgow in Schottland zur Welt. Nach seinem Schulbesuch in Newcastle-upon-Tyne wurde er Eisengießer. In seinem Beruf schloss er sich bereits früh der Gewerkschaft an und wurde auch regionalpolitisch aktiv – zunächst in der Liberal Party. 1892 wurde er zum Delegierten der Gewerkschaft für Northumberland, Durham, Lancashire sowie Stadtrat in Newcastle. Er war Sekretär und von 1908 an Vorsitzender des Schlichtungsausschusses für die nördlichen Küstenbezirke. Henderson war Methodist sowie Mitglied der 1875 gegründeten sozialen und überkonfessionellen Brotherhood-Bewegung und von 1914 bis 1915 deren Präsident.
Im Jahr 1900 war er bei der Gründung des Labour Representation Committee, des Vorgängers der 1906 gegründeten britischen Labour Party, anwesend und beteiligte sich in der Folge aktiv am Aufbau der neuen Partei. 1903 wurde er zum Schatzmeister des Bündnisses gewählt und wurde im selben Jahr in einer Nachwahl Abgeordneter des Unterhauses. Dem Unterhaus gehörte er mit mehreren Unterbrechungen bis 1935 an. In dieser Zeit hatte er 1914, von 1921 bis 1923 und von 1925 bis 1927 die Funktion des Chief Whip des Parlaments inne. Von 1908 bis 1911 sowie später noch zweimal von 1914 bis 1922 und 1931 bis 1934 war er Vorsitzender der Partei, von 1908 bis 1910 und von 1914 bis 1917 auch Fraktionsvorsitzender. Das Amt des Generalsekretärs hatte er ununterbrochen von 1912 bis 1934 inne.
Henderson war – im Gegensatz zu seinem Amtsvorgänger Ramsay MacDonald, der deswegen zurücktrat – kein grundsätzlicher Gegner des britischen Eintritts in den Ersten Weltkrieg. Von Mai 1915 bis August 1917 gehörte er den Kabinetten von Herbert Henry Asquith und David Lloyd George als Erziehungsminister und Berater in Arbeiterfragen an. 1917 bereiste er mit dem französischen Sozialisten Albert Thomas im Rahmen einer mit dem Ziel einer Verlängerung der russischen Kriegsanstrengung geplanten „mission extraordinaire“ das revolutionäre Russland. Der Sowjet begegnete ihnen mit Misstrauen. Er trat im Anschluss an diese Reise aus dem Parlament zurück, da die Friedenskonferenz in Stockholm von der britischen Regierung nicht unterstützt wurde.
Im Jahr 1918 versuchten Henderson und Sidney Webb, die bislang als Zusammenschluss verschiedener Arbeiterorganisationen bestehende Labour Party zu einer straff organisierten Partei mit sozialistischem Profil zu machen. Dabei bildete er mit der Mehrheit der Parteimitglieder die Londoner Internationale, die später in der Sozialistischen Internationale aufging. Henderson wurde Vorsitzender dieser Gruppe von 1923 bis 1924 und von 1925 bis 1929. Eine Zusammenarbeit mit der Kommunistischen Internationale sowie der Communist Party of Great Britain lehnte er ab.
1924 stellte die Labour Party unter Premierminister Ramsay MacDonald erstmals die Regierung, in der Henderson vom 23. Januar 1924 bis 4. November 1924 als Innenminister fungierte. In dieser Funktion beteiligte er sich am Genfer Protokoll über Abrüstungsfragen. Im zweiten Kabinett MacDonald war er vom 8. Juni 1929 bis 24. August 1931 Außenminister. In dieser Funktion war er unter anderem an den Haager Konferenzen zur Neuregelung der Reparationszahlungen des Deutschen Reiches sowie an der Flottenkonferenz von 1930 beteiligt. 1929 nahm Großbritannien unter seiner Ägide erstmals wieder diplomatische Beziehung zur Sowjetunion auf. Im Jahr 1931 wurde Henderson erneut Vorsitzender der Labour Party, nachdem er zuvor als einziger gegen den Parteiausschluss der Gruppe um seinen Vorgänger MacDonald und Philip Snowden gestimmt hatte, die sich ohne Rückendeckung der Partei gemeinsam mit den Konservativen zur Bildung einer „nationalen Regierung“ unter MacDonalds Führung entschlossen hatte.
Von 1932 bis 1933 nahm Henderson als Präsident an der Genfer Abrüstungskonferenz teil, bei der er auch inhaltlich eine zentrale Rolle spielte. Besonders für diese wurde er im Folgejahr 1934 mit dem Friedensnobelpreis geehrt.

## Schriften
- The Aims of Labour. Headley Bros., London o. J. (1917).
- Labour and Foreign Affairs. Labour Party, London o. J. (um 1922).